# アメリカ合衆国への移民

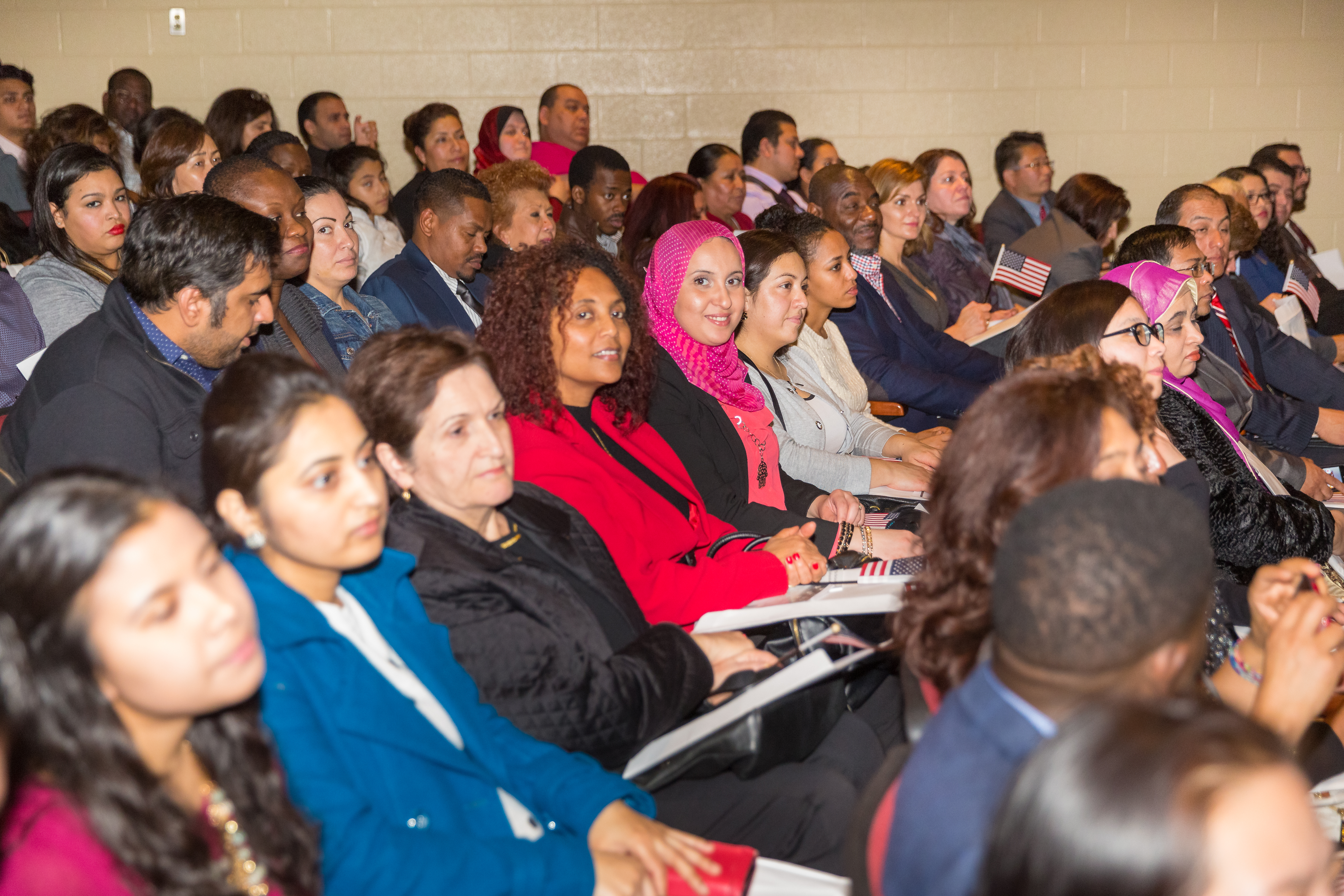
2015年12月、バージニア州フェアファックス郡のオークトン高校での帰化式の様子。

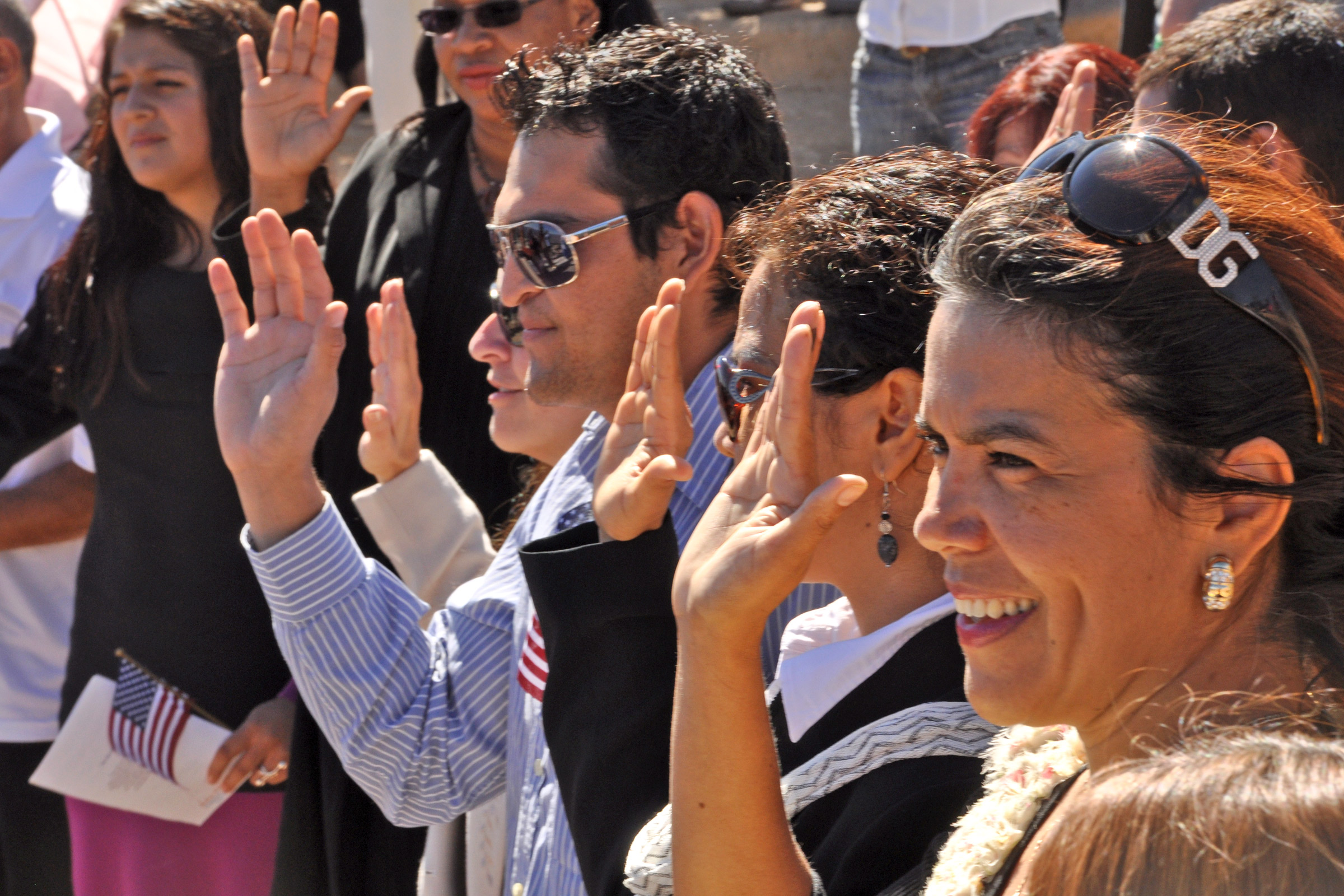
2010年9月、アリゾナ州のグランド・キャニオン国立公園で行われた帰化式でアメリカへの忠誠宣誓を行う様子。

アメリカ合衆国への移民（アメリカがっしゅうこくへのいみん、英語: immigration to the United States）とは、アメリカ合衆国に永住しようとする非米国市民の国際的動きである。米国史上、移民は人口増加と文化変容の大部分を担ってきた。
絶対数では、米国が全世界で最多の4700万人の移民を擁しており（2015年）、これは全世界の国際居住者の19.1 %を占め、米国の総人口の14.4 %を占める。
移民統計年鑑 (2016 Yearbook of Immigration Statistics) によると、米国は2016年の1年間で約118万人の新たな移民（新移民62万人、帰化56万人）を受け入れた。これらの内訳は、48 %が米国市民による最近親者の呼び寄せ、20 %が米国市民・米国永住者による家族の呼び寄せ、13 %が難民または亡命希望者、12 %が雇用に基づく移民、4.2 %が移民多様化ビザ抽選プログラム（Diversity Immigrants Visa Program）の移民、1.4 %が特定犯罪被害者とその家族である。

## 歴史

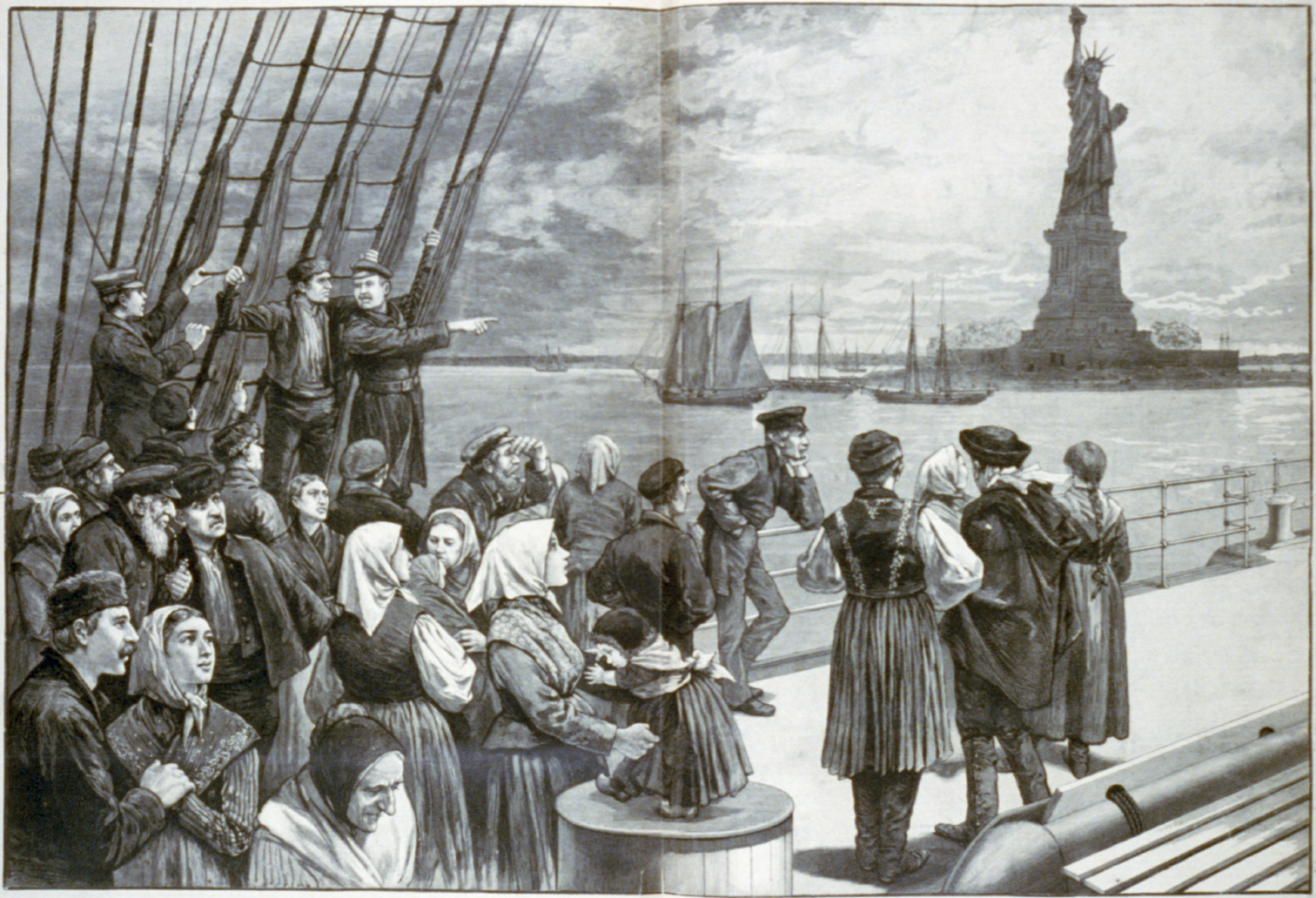
1887年、ニューヨークに到着した移民

### 植民地時代
17世紀、約40万人のイギリス人が植民地アメリカに移住した。半数のみが永住し白人移民が85 - 90 %を占めていた。1700年から1775年にかけて、35万 - 50万人のヨーロッパ人が移民した。推定値は情報源によって異なるが、1701年から1775年の間に移民したと思われるイギリス人はわずか52,000人であった。残りの40 - 45万人はスコットランド人、アルスター出身のスコットランド系アイルランド人、ドイツ人とスイス人、フランス人のユグノー、そして30万人のアフリカ人であった。17世紀から18世紀にかけて、植民地時代のアメリカへのヨーロッパからの移民の半数以上が年季奉公として到着した 彼らは35万人に達した。 。1770年から1775年までの独立戦争の前夜に、7,000人のイギリス人、15,000人のスコットランド人、13,200人のスコットランド系アイルランド人、5,200人のドイツ人、3,900人のアイルランドのカトリック教徒が到着した イギリス人移民の半分は若い独身男性で、ユグノーのような熟練した訓練を受けた職人であった。ニューヨーク州、ニュージャージー州、ペンシルベニア州、デラウェア州のヨーロッパ人は混血が進んでおり、純血のイギリス人はわずか30 %であった。ペンシルベニア州では、ニュージャージー州で40 - 45 %、ニューヨーク州で18 %、22,000人であった。19世紀半ばには、植民地時代と同じ主要な民族グループから主に北ヨーロッパからの流入が見られたが、多数のカトリックのアイルランド人とスカンジナビア人が混在していた。 19世紀後半から20世紀初頭の移民は主に南ヨーロッパと東ヨーロッパからであったが、カナダからも数百万人の移民がいた。1965年以降はほとんどラテンアメリカとアジアからの移民である。
最初の国勢調査では、1790年の米国の人口は3,929,214人とされている。

### アメリカ合衆国初期
1790年の帰化法は、帰化を「自由な白人（Free white men）」に限定した。 1860年代には黒人、1950年代になってアジア人が含まれるように拡張された。18世紀の段階では、このように人種を区別する法律は一般的ではなかった。
アメリカ合衆国の初期には、ハイチでの奴隷反乱からのフランス人難民を含め、移民は年間8,000人未満であった。 1820年以降、移民は徐々に増加し1836年から1914年にかけて、3,000万人以上のヨーロッパ人が米国に移住した。これらの大西洋横断航海での死亡率は高く、その間に旅行者の7人に1人が死亡した。1875年、最初の移民法である「the Page Act of 1875」が可決された。 

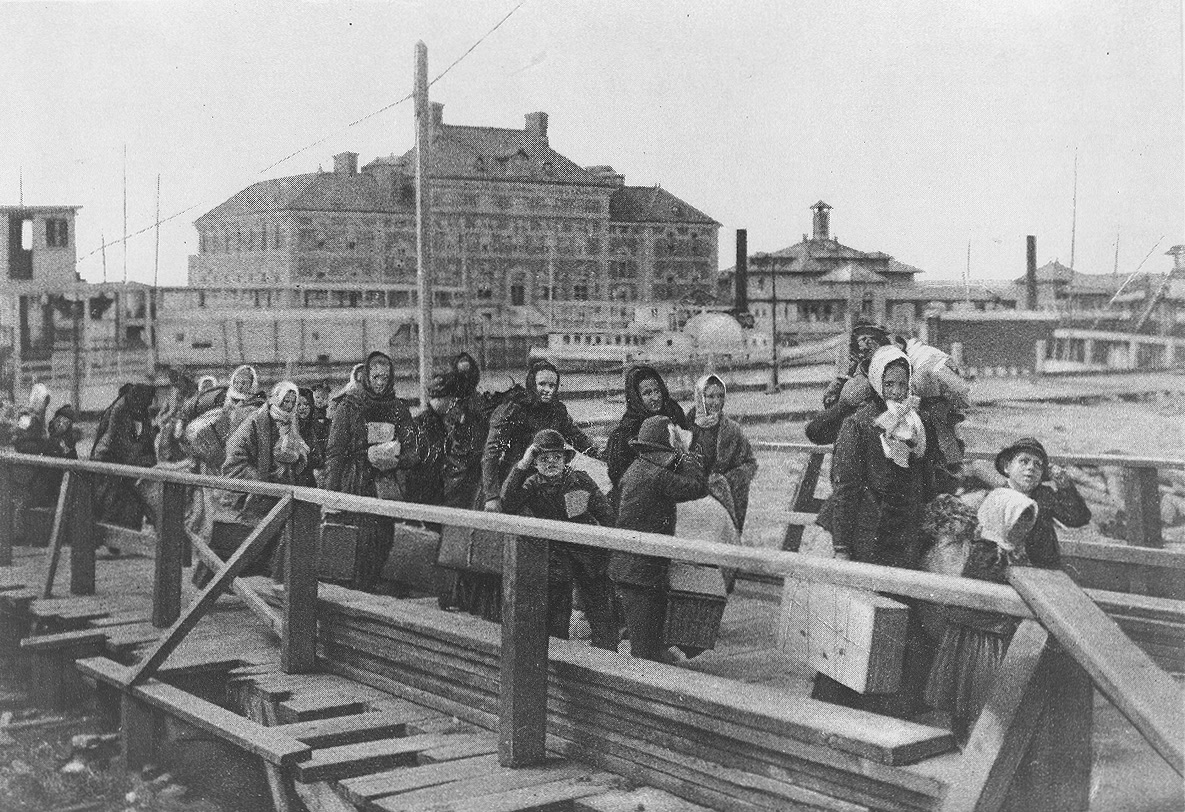
エリス島に到着した移民、1902年

カリフォルニア・ゴールドラッシュに続く中国からの移民の最初のゴールドラッシュの後、米国議会は1882年の中国人排斥法で一連の法律を可決し、1943年に法律が廃止されるまで実質的にすべての中国からの移民を禁止した。1800年代後半、他のアジア諸国、特に西海岸からの移民がより一般的になった。

### 20世紀
ヨーロッパ移民のピーク年は1907年で、1,285,349人が入国し、1910年までに1350万人の移民が米国に住んでいた。
1882年の中国人排斥法はすでに中国からの移民を排除していたが、その後中国をはじめとするアジア諸国からの移民のうち、同性愛者、知的障害者、アナキズム世界観を持つ人を禁止した。移民割当法は1921年に制定され、続いて排日移民法が制定された。1924年の法律は、南ヨーロッパと東ヨーロッパからの移民、特に1890年代から多数入国し始めたユダヤ人、イタリア人、スラブ人をさらに制限することを目的としており、アジアからの移民の禁止を強化した。 

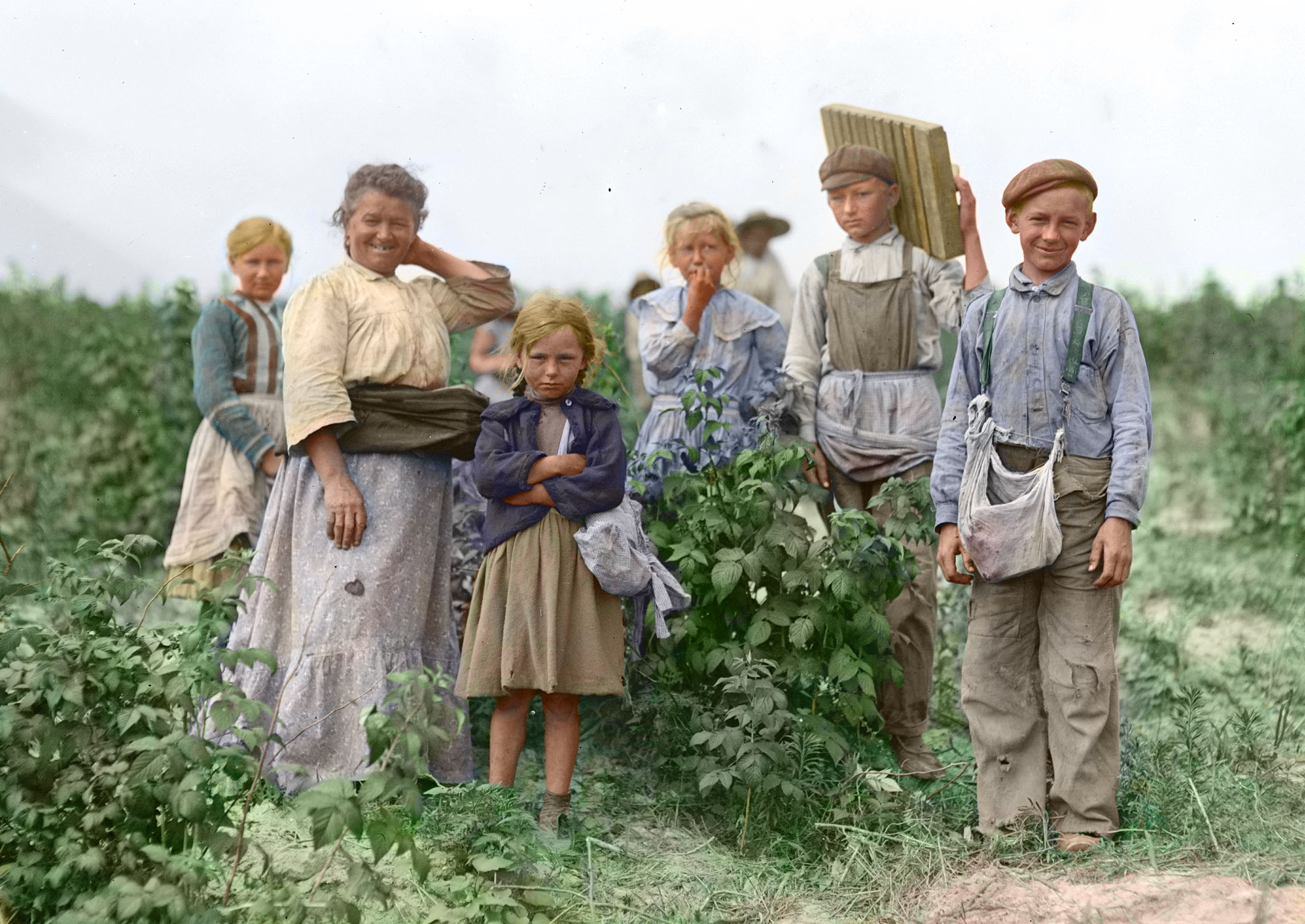
農場で働くポーランド人移民（1909年）。福祉制度は1930年代以前には事実上存在せず、貧困層への経済的圧力により児童は労働を強いられた。

1930年代の移民パターンは、世界恐慌の影響を受けた。最後の繁栄した年である1929年には、279,678人の移民が記録されたが、1933年には23,068人だけが米国に移住した。米国政府は、人々が自発的にメキシコに移住することを奨励することを目的としたメキシコ本国送還プログラムを後援したが、数千人が彼らの意志に反して国外追放され、合計で約40万人のメキシコ人が本国に送還された。それらの半分は米国市民だった。ナチス・ドイツと第二次世界大戦から逃れたユダヤ人難民のほとんどは、米国への入国を禁じられていた。戦後、司法省はウェットバック作戦を開始し、1954年に1,075,168人のメキシコ人が国外追放された。

### 1965年以来
ハート・セラー法と呼ばれる1965年の移民および国籍法は、出身国による割当制度を廃止した。移民政策を平等にすることによって、この法律は非ヨーロッパ諸国からの新しい移民をもたらし、それは米国の民族構成を変えた。1970年には移民の60 %がヨーロッパからであったが、これは2000年までに15 %に減少した。1990年、ジョージ・H・W・ブッシュは1990年の移民法に署名した。これにより合衆国への合法的な移民が40 %増加した。1991年、ブッシュは1991年の軍隊移民調整法に署名し、米軍で12年以上勤務した外国人軍人が永住権を、および場合によっては市民権の得ることができるようになった。
1994年11月、カリフォルニア州の有権者は州憲法を改正する提案187を可決し、不法移民に対する州の財政援助を拒否した。連邦裁判所はこの変更を無効にし、連邦憲法に違反しているとの判決を下した。
ビル・クリントンによって任命された米国移民改革委員会は、不法移民を年間約80万人から約55万人に減らす目標を立てた。異なる文化からの新しい居住者の流入が課題であったが、1998年に当時アメリカ大統領であったビル・クリントンは「米国は常に移民人口によって活気づけられてきた」「アメリカは移民の波から絶えず力と精神を引き出してきた。彼らは最も活発で、最も冒険的で、最も革新的で、最も勤勉な人々であることが証明されている」 と述べ、移民を容認する姿勢を見せた。

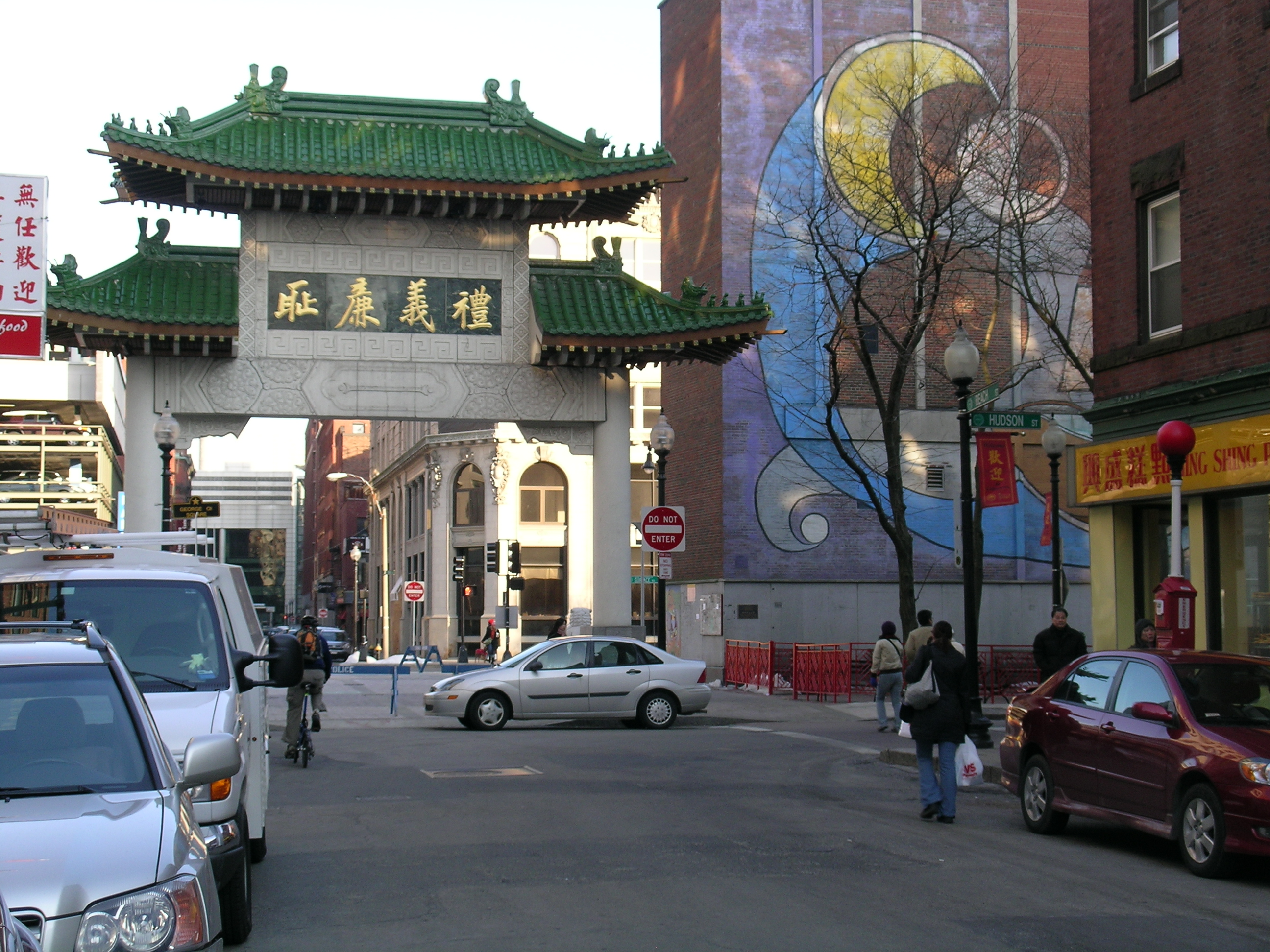
ボストンチャイナタウン、マサチューセッツ、2008年。

2001年、ジョージ・W・ブッシュは、メキシコのビセンテ・フォックス・ケサーダ大統領と合意について話し合った。この合意はアメリカ同時多発テロ事件によって撤廃された。2005年から2013年まで、米国議会は移民を管理するさまざまな方法について議論したものの、上院と下院は合意に達することができなかった。
2000年から2010年にかけて約1400万人の移民が米国に入国し、2008年には100万人以上が米国市民として帰化した。国ごとの制限は、人口に関係なくすべての国に同じ最大のビザ数を適用するため、メキシコ、中国、インドなどの人口の多い国で生まれた人の移民を大幅に制限する効果がある。フィリピンは2013年に合法的に米国への移民を認めた国家である。それにもかかわらず、アメリカ合衆国国勢調査局の調査によると、2013年には中国、インド、メキシコが米国への移民の主要な出身国であった。
2000年から2005年にかけて800万人近くが米国に移住した。そのうち370万人が書類なしで入国した。 1986年、ロナルド・レーガンは、国内の300万人の文書化されていない不法移民に恩赦を与える移民改革に署名した。ヒスパニック系移民は2000年代後半の不況の間に失業したが、2009年6月の不況脱却以来、移民は656,000人の雇用の純増を記録した。2011年には100万人以上の不法移民が合法的な居住を許可された。
メキシコと米国の国境を越えて不法に米国に入国する人々にとって、移民は困難で、費用がかかり危険である。事実上すべての文書化されていない不法移民は、グリーンカードの法的制限と低熟練労働者のための移民ビザの欠如のために、合衆国への合法的な入国の道を持っていない。21世紀初頭の移民に関する討論の参加者は、米国への不法移民を管理する既存の法律の施行を強化し、2,000マイル (3,200 km)の国境の一部またはすべてに沿ってメキシコとアメリカの壁を構築することを求めた。メキシコと米国の国境、または新しい外国人労働者プログラムの作成、 2006年の大部分を通じて国と議会はこれらの提案についての議論に集中した。2010年4月現在、部分的な国境フェンスが承認され、その後取り消されたものの、これらの提案のいくつかは法律になった。

### トランプ政権の移民政策

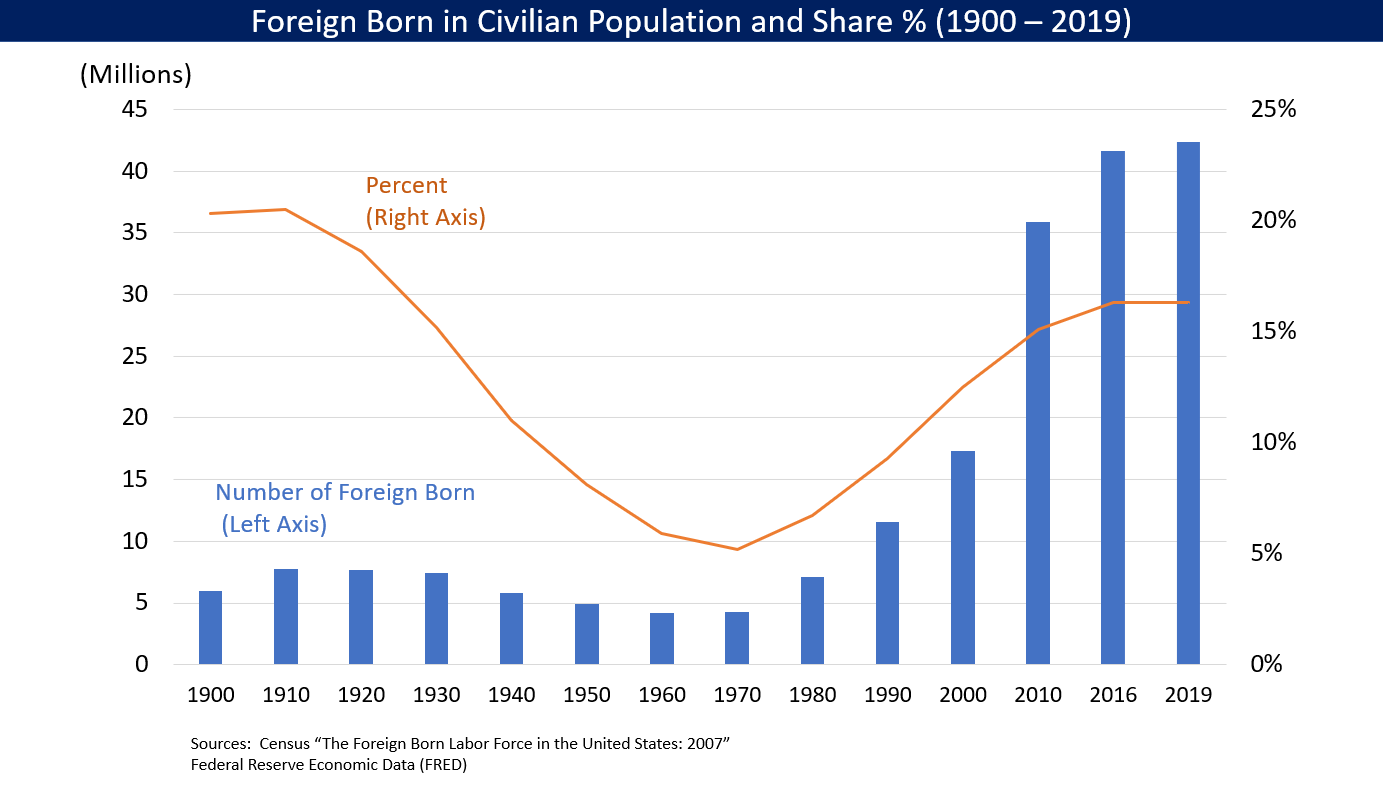
1900年から2019年までの米国の民間の非制度的人口における外国生まれの居住者の数と割合

IICEが発表した報告によると、2016年度中にICEは240,255人の移民を排除し、2018会計年度中に、ICEは256,085人の移民を排除した。ドナルド・トランプが就任して以来、移民の排除が大幅に増加した。撤去が増加した理由は、トランプ政権が実施した政策によるものである。
2017年1月、ドナルド・トランプは、イスラム過半数の7か国の国民による米国への入国を一時的に停止する大統領令13769号に署名した。 2017年3月に別の大統領令に、2017年9月に大統領宣言に置き換えられ、国家のリストと免除対象が複数回に渡って変更された。命令は連邦裁判所によって一時的に停止されたが、合法性に関する明確な判決が出るまで、後に最高裁判所によって続行が許可された。別の大統領令は米国とメキシコの国境を越えた壁の即時建設、5,000人の新しい国境警備隊員と10,000人の新しい入国管理官の雇用、および聖域都市に対する連邦資金の罰則を要求した。
「ゼロトレランス政策」、「ゼロトレランス・ポリシー」は2018年にトランプ大統領によって施行された。司法長官のジェフセッションズは「ゼロトレランス」ポリシーを導入する正式な声明を発表した。これは、違法に侵入したすべての成人を犯罪者としてラベル付けし、刑事訴追の対象にすることで正当化された。この政策は多くの批判と反発を受け、2018年6月に中止された。国連は、米国政府のゼロトレランス政策を「トランプ政権による米国に入国する移民家族から子供を引き離す政策は彼らの権利と国際法に違反している」と非難した。「ゼロトレランス政策」の中止後に初めて、トランプ政権は家族を再会させる公式の計画がないことを明らかにした。
米国への亡命希望者の数をさらに減らすために、ジェフ・セッションズは、逃亡中のギャングの暴力と家庭内暴力を「私的犯罪」として制限する決定を発表した。 「私的犯罪」の犠牲者のための亡命の場であり、中央アメリカから米国に逃げる女性のための避難所への道を遮断するとした。「一般的に、非政府主体によって行われた家庭内暴力またはギャング暴力に関連する人物は亡命の資格がない」とセッションは述べた。 実施されたこれらの新しい政策は、ACLUがトランプ政権の他のメンバーと一緒にジェフセッションを公式に訴えたという点で多くの命を危険にさらした。ACLUは、この大統領政権によって現在実施されている政策が、米国に移住する人々、特に女性の基本的人権を弱体化させていると主張した。彼らはまた、これらの政策は何十年にもわたる移民の解決に違反していると主張した。
トランプ政権が発足して以来、移民に対する厳しい姿勢を維持した。トランプ政権は、オバマ政権によって実施されたDACAプログラムを即時削除しようとした。その後、市民権の要求の許可を停止するポリシーが可決された。米国市民権移民局のDACAページにアクセスすると、次のような警告が表示される。「DACA要求に関する重要な情報：連邦裁判所の命令により、USCISはDACAに基づく延期措置の付与を更新する要求の受け入れを再開しました。 USCISは、DACAに基づく延期措置がこれまでに認められたことのない個人からの要求を受け付けていません。追って通知があるまで、またこのガイダンスに別段の定めがない限り、DACAポリシーは、2017年9月5日に取り消される前の条件に基づいて運用されます。」 トランプ政権は連邦裁判所にDACA要求者に市民権を付与しないよう命令し、両親によって不法に国に連れてこられた幼児の市民権へのプロセスを廃止した。
2020年4月、トランプ大統領は、米国でのCOVID-19の大流行により、米国への移民を一時的に停止する大統領令に署名すると述べた。

#### 米国移民の出身（1960年 - 2016年）
|                                | 1960年 | 1970年 | 1980年 | 1990年 | 2000年 | 2010年 | 2011 | 2012年 | 2013年 | 2014年 | 2015年 | 2016年 |
| ------------------------------ | ------ | ------ | ------ | ------ | ------ | ------ | ---- | ------ | ------ | ------ | ------ | ------ |
| ヨーロッパ-カナダ              | 84 %   | 68 %   | 42 %   | 26 %   | 19 %   | 15 %   | 15 % | 14 %   | 14 %   | 14 %   | 14 %   | 13 %   |
| 南アジア・東アジア・東南アジア | 4 %    | 7 %    | 15 %   | 22 %   | 23 %   | 25 %   | 25 % | 26 %   | 26 %   | 26 %   | 27 %   | 27 %   |
| その他ラテンアメリカ           | 4 %    | 11 %   | 16 %   | 21 %   | 22 %   | 24 %   | 24 % | 24 %   | 24 %   | 24 %   | 24 %   | 25 %   |
| メキシコ                       | 6 %    | 8 %    | 16 %   | 22 %   | 29 %   | 29 %   | 29 % | 28 %   | 28 %   | 28 %   | 27 %   | 26 %   |

注：「その他のラテンアメリカ」には、中央アメリカ、南アメリカ、カリブ海を含む。
会計年度までに法定永住権を取得している人数
| 年     | 人数      | 年     | 人数      | 年     | 人数    | 年     | 人数    | 年     | 人数    | 年     | 人数      | 年     | 人数      | 年     | 人数      |
| ------ | --------- | ------ | --------- | ------ | ------- | ------ | ------- | ------ | ------- | ------ | --------- | ------ | --------- | ------ | --------- |
| 1890年 | 455,302   | 1910年 | 1,041,570 | 1930年 | 241,700 | 1950年 | 249,187 | 1970年 | 373,326 | 1990年 | 1,535,872 | 2010年 | 1,042,625 | 2018年 | 1,096,611 |
| 1895年 | 258,536   | 1915年 | 326,700   | 1935年 | 34,956  | 1955年 | 237,790 | 1975   | 385,378 | 1995年 | 720,177   | 2015年 | 1,051,031 |        |           |
| 1900年 | 448,572   | 1920年 | 430,001   | 1940年 | 70,756  | 1960年 | 265,398 | 1980年 | 524,295 | 2000年 | 841,002   | 2016年 | 1,183,505 |        |           |
| 1905年 | 1,026,499 | 1925年 | 294,314   | 1945年 | 38,119  | 1965年 | 296,697 | 1985年 | 568,149 | 2005年 | 1,122,257 | 2017年 | 1,127,167 |        |           |

| 10年間      | 年間平均  |
| ----------- | --------- |
| 1890 - 99年 | 369,100   |
| 1900 - 09年 | 745,100   |
| 1910 - 19年 | 634,400   |
| 1920 - 29年 | 429,600   |
| 1930 - 39年 | 69,900    |
| 1940 - 49年 | 85,700    |
| 1950 - 59年 | 249,900   |
| 1960 - 69年 | 321,400   |
| 1970 - 79年 | 424,800   |
| 1980 - 89年 | 624,400   |
| 1990 - 99年 | 977,500   |
| 2000 - 09年 | 1,029,900 |
| 2010 - 18年 | 1,066,800 |

国務省によると、2016会計年度には84,988人の難民が世界中から米国に受け入れられた。2017年度には、53,691人の難民が米国に受け入れられた。トランプが就任した後、大幅な減少があり、22,405人の難民だけが米国に受け入れられた2018会計年度も続いている。これは、トランプ政権が発足して以来、難民の受け入れが大幅に減少したことを示している。
2019年9月26日、トランプ政権は、2020会計年度に18,000人の難民のみを米国に再定住させる計画を発表した。これは1980年に近代的なプログラムが開始されて以来の最低レベルである。
2020年、トランプ政権は2021年の米国への難民の入国を過去最低の15,000人に削減する計画を発表した。2020年の上限は18,000人だった。
2021年に発足したジョー・バイデン政権は、移民政策に関してはトランプ政権を引き継ぐとして、年間受け入れ者数を15,000人と抑制する方針を示したが、民主党内部からの批判を受けて同年5月3日、受け入れ者数を62500人へ引き上げることを発表した。
| 限目   | 難民プログラム |
| ------ | -------------- |
| 2018年 | 45,000         |
| 2019年 | 30,000         |
| 2020年 | 18,000         |
| 2021年 | 15,000         |

## 現在の移民
米国に住む移民の約半数は、メキシコや他のラテンアメリカ諸国から来ている。多くの中央アメリカ人は、彼らの国の絶望的な社会的および経済的状況のために逃げている。米国に到着する多数の中米難民は、裕福な土地所有者や多国籍企業と同盟を結んでいる権力の権威ある指導者に設置または維持された米軍の介入や秘密作戦などの政策への「ブローバック」として説明できると考える人もいる。家族農業と民主的努力は、劇的に急激な社会的不平等、大規模な貧困、そして蔓延する犯罪を引き起こした。国際通貨基金とその同盟国である米国によって課された新自由主義政策によって決定された緊縮財政は、米国の「麻薬戦争」と同様に、悲惨な社会的および経済的状況の推進力としても引用されている。中央アメリカ（グアテマラ、ホンジュラス、エルサルバドル）からのもう1つの主要な移住要因は、（部分的に）気候変動によって引き起こされる作物の不作である。「現在の議論は…移民がここに到着したときにどうするかについてほぼ完全に議論されています。しかし、テーブルから欠落している800ポンドのゴリラは、私たちがそこで行ってきたことであり、ここにそれらをもたらし、ここにそれらを駆り立てます」と、経済政策研究所の著名なフェローであるジェフ・フォーは述べている。
1930年代まで、ほとんどの合法的な移民は男性だった。1990年代までに、女性はすべての合法移民の半分強を占めた。現代の移民は米国の先住民よりも若い傾向があり、15歳から34歳までの人々がかなり過大評価されている。移民はまた、同じ年齢のネイティブ生まれのアメリカ人よりも結婚する可能性が高く、離婚する可能性が低い。
移民は、同じような背景を持つ人々が住む地域に移動して住む可能性がある。この現象は、米国への移民の歴史を通して当てはまった。2009年にパブリックアジェンダによって調査された移民の10人に7人は、米国を恒久的な住居にするつもりであると述べ、71 %は、もう一度やり直すことができれば、米国に来ると述べた。同じ研究では、移民の76 %が、2001年9月11日の同時多発テロ（「9/11」）以降、政府が移民法の施行を厳しくしていると述べ、24 %が、個人的にある程度の差別を経験したと報告している 。
米国での移民に対する国民の態度は、9.11攻撃の余波に大きく影響された。2009年のギャラップ世論調査によると、攻撃後、アメリカ人の52 %が、移民は米国全体にとって良いことだと信じていた。これは、前年の62 %から減少している。2008年のパブリックアジェンダ調査によると、アメリカ人の半数は、移民に対するより厳格な管理が米国の国家安全保障を強化するために「大いに」役立つだろうと述べた。
米国の違法なメキシコ移民の推定人口は、2007年の約700万人から2011年には610万人に減少した多くの州で厳しい移民法が導入された。ピューヒスパニックセンターによると、メキシコ生まれの人の純移民は2010年に停滞し、マイナスの数字になる傾向があった。
米国の80以上の都市、ワシントンDC、ニューヨーク市、ロサンゼルス、シカゴ、サンフランシスコ、サンディエゴ、サンノゼ、ソルトレイクシティ、フェニックス、ダラス、フォートワース、ヒューストン、デトロイト、ジャージー市、ミネアポリス、デンバー、ボルチモア、シアトル、ポートランド、オレゴン、ポートランド、メインには、地域によって異なる聖域の方針がある。

### 人種・民族
出身地域別の移民（2018年）:
米国移民の言語（2016年）:
近年の地域別の法定永住者
| 領域                       | 2015年    | 全体    | 2016年    | 全体    | 2017年    | 全体    | 2018      | 全体    | Template:Growth / 2018年 |
| -------------------------- | --------- | ------- | --------- | ------- | --------- | ------- | --------- | ------- | ------------------------ |
| 南北アメリカ               | 438,435   | 41.71 % | 506,901   | 42.83 % | 492,726   | 43.71 % | 497,860   | 45.40 % | 1.0 %                    |
| アジア                     | 419,297   | 39.89 % | 462,299   | 39.06 % | 424,743   | 37.68 % | 397,187   | 36.22 % | 6.5 %                    |
| アフリカ                   | 101,415   | 9.65 %  | 113,426   | 9.58 %  | 118,824   | 10.54 % | 115,736   | 10.55 % | 2.6 %                    |
| ヨーロッパ                 | 85,803    | 8.16 %  | 93,567    | 7.90 %  | 84,335    | 7.48 %  | 80,024    | 7.30 %  | 5.1 %                    |
| オーストラリアとオセアニア | 5,404     | 0.51 %  | 5,588     | 0.47 %  | 5,071     | 0.45 %  | 4,653     | 0.42 %  | 8.2 %                    |
| わからない                 | 677       | 0.06 %  | 1,724     | 0.14 %  | 1,468     | 0.13 %  | 1,151     | 0.10 %  | 21.6 %                   |
| 合計                       | 1,051,031 | 100 %   | 1,183,505 | 100 %   | 1,127,167 | 100 %   | 1,096,611 | 100 %   | 2.7 %                    |

出典：米国国土安全保障省・移民統計局
近年の上位10の米国移民出身国： 
| 国               | 2015年    | 2016年    | 2017年    | 2018      |
| ---------------- | --------- | --------- | --------- | --------- |
| 1.メキシコ       | 158,619   | 174,534   | 170,581   | 161,858   |
| 2.キューバ       | 54,396    | 66,516    | 65,028    | 76,486    |
| 3.中国           | 74,558    | 81,772    | 71,565    | 65,214    |
| 4.インド         | 64,116    | 64,687    | 60,394    | 59,821    |
| 5.ドミニカ共和国 | 50,610    | 61,161    | 58,520    | 57,413    |
| 6.フィリピン     | 56,478    | 53,287    | 49,147    | 47,258    |
| 7.ベトナム       | 30,832    | 41,451    | 38,231    | 33,834    |
| 8.エルサルバドル | 19,487    | 23,449    | 25,109    | 28,326    |
| 9.ハイチ         | 16,967    | 23,584    | 21,824    | 21,360    |
| 10.ジャマイカ    | 17,642    | 23,350    | 21,905    | 20,347    |
| 合計             | 1,051,031 | 1,183,505 | 1,127,167 | 1,096,611 |

## 人口動態

### 統計
| 年     | 外国生まれの数 | 外国生まれの割合 （%） |
| ------ | -------------- | ---------------------- |
| 1850年 | 2,244,602      | 9.7                    |
| 1860年 | 4,138,697      | 13.2                   |
| 1870年 | 5,567,229      | 14.4                   |
| 1880年 | 6,679,943      | 13.3                   |
| 1890年 | 9,249,547      | 14.8                   |
| 1900年 | 10,341,276     | 13.6                   |
| 1910年 | 13,515,886     | 14.7                   |
| 1920年 | 13,920,692     | 13.2                   |
| 1930年 | 14,204,149     | 11.6                   |
| 1940年 | 11,594,896     | 8.8                    |
| 1950年 | 10,347,395     | 6.9                    |
| 1960年 | 9,738,091      | 5.4                    |
| 1970年 | 9,619,302      | 4.7                    |
| 1980年 | 14,079,906     | 6.2                    |
| 1990年 | 19,767,316     | 7.9                    |
| 2000年 | 31,107,889     | 11.1                   |
| 2010年 | 39,956,000     | 12.9                   |
| 2017年 | 44,525,500     | 13.7                   |
| 2018年 | 44,728,502     | 13.5                   |

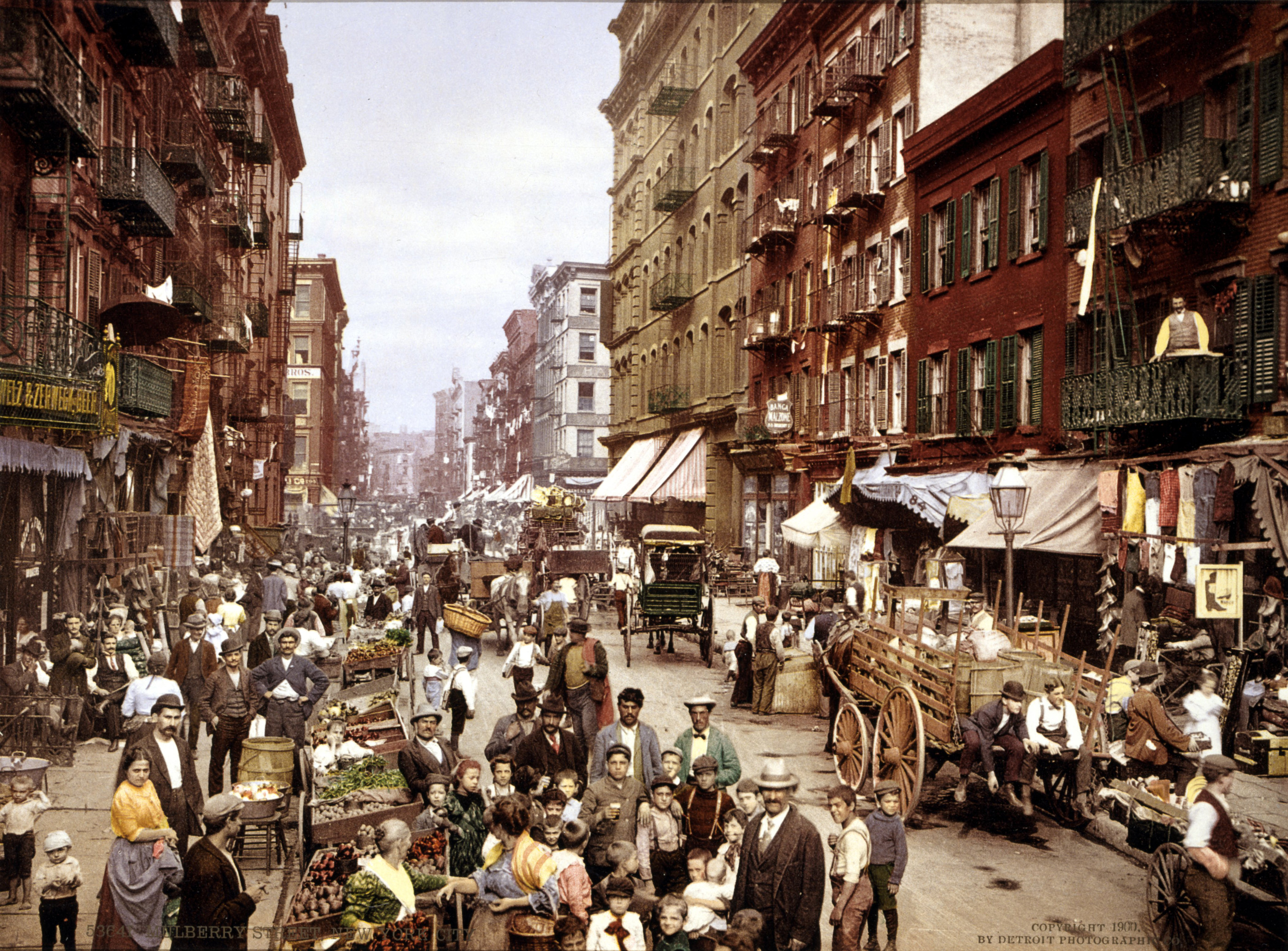
1900年のリトルイタリー

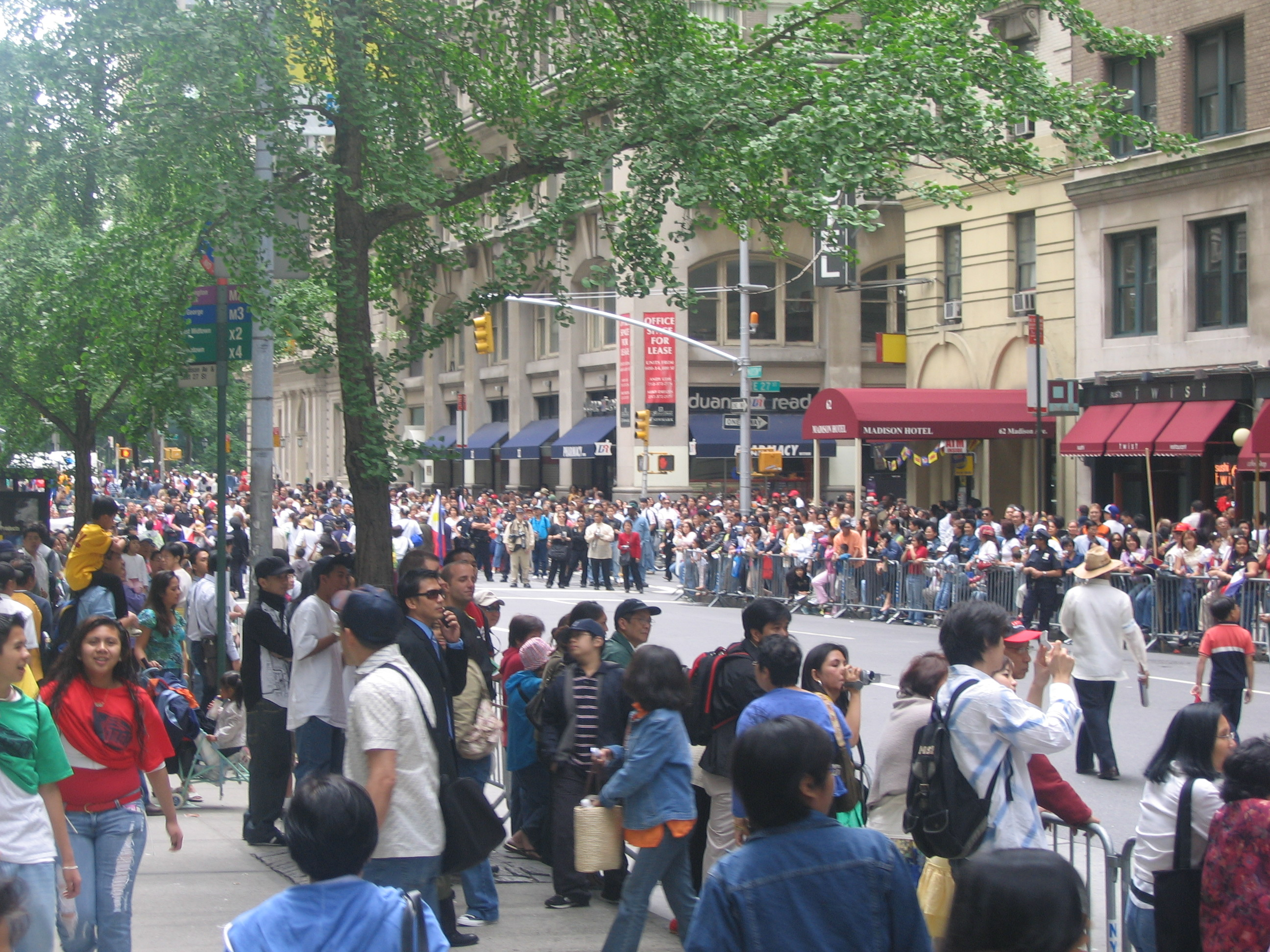
フィリピン独立記念日の群衆（ニューヨーク州）

米国は、1991年から2000年にかけて、過去10年間よりも、1,000万から1,100万人の合法的な移民を受け入れた。直近の10年間で、米国に定住した1,000万人の合法移民は、米国の人口が3,200万人（2億4,900万人から2億8,100万人）増加したため、年間成長率の約3分の1を占めている。比較すると、過去10年間で最も高かったのは1900年代で、880万人が到着し、米国の総人口は毎年1 %増加した。具体的には、アメリカ人の約15 %が1910年に外国生まれだったが、1999年には約10 %だけが外国生まれだった。
1970年までに、移民は米国の人口の4.7 %を占め、1980年には6.2 %に上昇し、2009年には推定12.5 %になった。2010年現在、18歳未満の米国居住者の25 %は第1世代または第2世代の移民だった。 ピューヒスパニックセンターによる米国国勢調査局のデータの最近の分析によると、2008年に米国で生まれたすべての赤ちゃんの8 %は不法移民の両親に属していた。
米国への合法移民は、1930年代の25万人から、1950年代の250万人、1970年代の450万人、1980年代の730万人に増加し、1990年代には約1,000万人になった。2000年以来、合衆国への合法移民は年間約1,000,000人である。合衆国への合法移民は現在、37,000,000人をわずかに超える最高レベルにある。2005年から2006年の報告では、不法移民の推定値は年間70万から150万の範囲だった。移民は1990年から2000年にかけて外国生まれの人口の57.4 %の増加をもたらした。
外国生まれの移民により、米国の人口は急速に増加し続け、外国生まれの人口は1990年のほぼ2,000万人から2015年には4,700万人を超えた。2018年には、米国には約9000万人の移民と米国生まれの移民の子供（第二世代のアメリカ人）がおり、米国の全人口の28 %を占めている。
移民は前世紀に劇的に増加したが、人口の外国生まれのシェアは13.4 %で、1910年のピーク時の14.7 %をわずかに下回っている。多くの要因は、米国での外国生まれの居住者の代表の減少に起因する可能性がある。最も重要なのは移民の構成の変化だった。1890年以前は、移民の82 %が北ヨーロッパと西ヨーロッパから来ていた。1891年から1920年にかけて、その数は25 %に減少し、東ヨーロッパ、中央ヨーロッパ、南ヨーロッパからの移民が増加し、合計で64 %になった。これらの異なる外国人移民に対する敵意が米国で高まり、移民を制限するための多くの法律が制定された。
現代の移民は主に、カリフォルニア、ニューヨーク、フロリダ、テキサス、ペンシルベニア、ニュージャージー、イリノイの7つの州に定住し、米国の人口全体の約44 %を占めている。これら7つの州の合計移民人口は2000年の外国生まれの総人口の70 %だった。

### 出身国

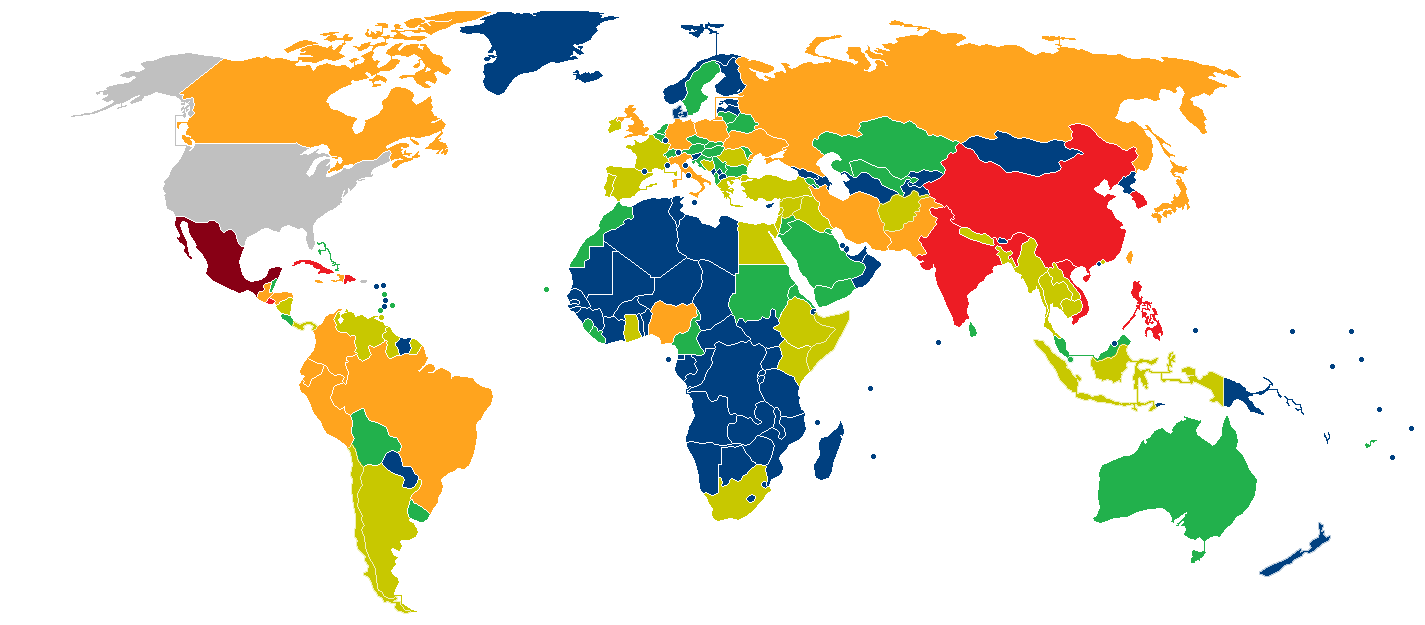
外国生まれの米国移民の国別の人口（2017年）

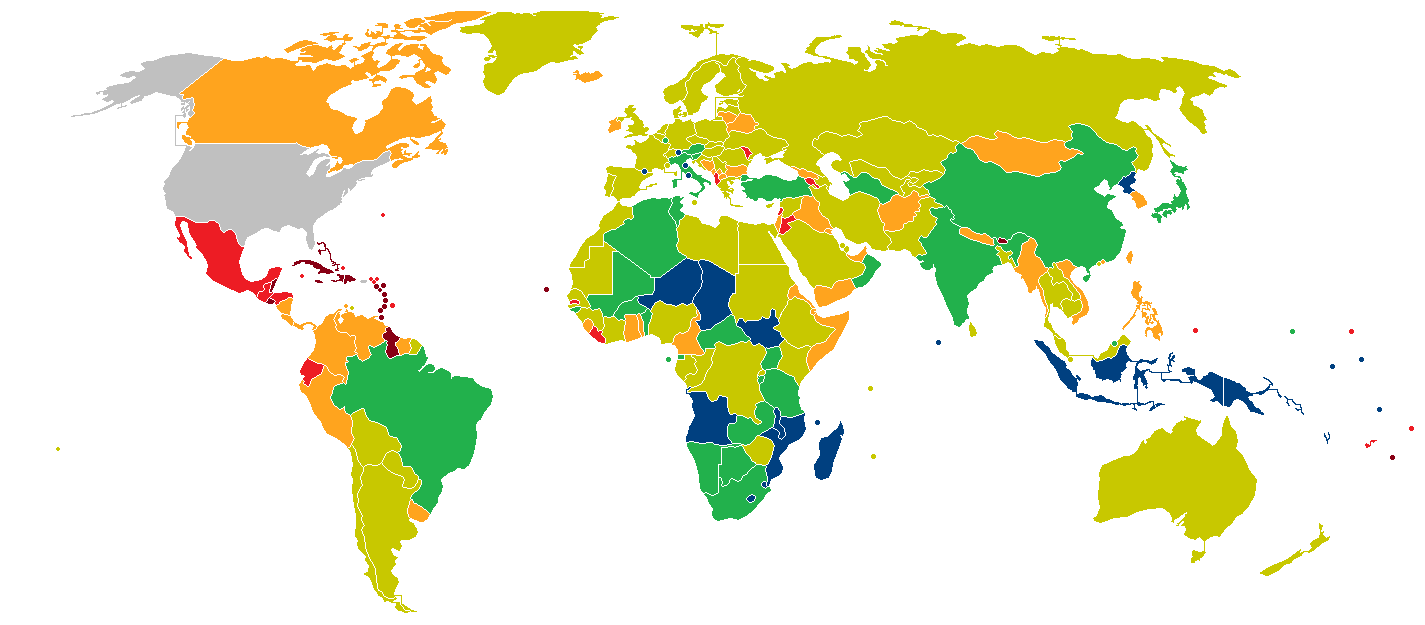
人口1000人あたりの米国移民の数 (2012年 - 2016年)

| >1000万人 100万人–300万人 30万人–100万人 10万人–30万人 | 3万人–10万人 <3万人 アメリカ領土とアメリカの海外領土 |

| >10.0 3.0–10.0 1.0–3.0 0.3–1.0 | 0.1–0.3 <0.1 アメリカ領土とアメリカの海外領土 |

米国の外国生まれの移民（2018年） 国別の表
| 国                       | 人口 (2018) | 2017–2018 前年比 |
| ------------------------ | ----------- | ---------------- |
| 外国生まれの総数         | 44,728,502  | +203,044         |
| メキシコ                 | 11,171,893  | −98,020          |
| インド                   | 2,652,853   | +24,316          |
| 中国                     | 2,221,943   | +5,133           |
| フィリピン               | 2,013,756   | +5,676           |
| エルサルバドル           | 1,419,330   | +17,498          |
| ベトナム                 | 1,345,753   | +3,185           |
| キューバ                 | 1,343,960   | +32,157          |
| ドミニカ共和国           | 1,177,864   | +15,296          |
| 韓国                     | 1,039,099   | −23,975          |
| グアテマラ               | 1,006,987   | +48,145          |
| カナダ                   | 813,664     | +15,773          |
| コロンビア               | 789,561     | +6,529           |
| ジャマイカ               | 733,429     | −11,229          |
| イギリス                 | 699,193     | −3,374           |
| ハイチ                   | 687,186     | +7,434           |
| ホンジュラス             | 646,253     | −9,109           |
| ドイツ                   | 559,102     | +6,462           |
| ブラジル                 | 472,637     | +21,553          |
| ペルー                   | 467,172     | +8,387           |
| エクアドル               | 443,105     | −11,073          |
| ポーランド               | 398,786     | −19,989          |
| ベネズエラ               | 393,841     | +42,697          |
| 台湾                     | 390,150     | −1,173           |
| ロシア                   | 383,305     | −20,365          |
| イラン                   | 381,951     | −13,478          |
| パキスタン               | 379,103     | −12,873          |
| ナイジェリア             | 374,711     | +29,732          |
| 日本                     | 361,565     | +17,112          |
| ウクライナ               | 325,885     | −28,609          |
| イタリア                 | 324,903     | −9,008           |
| ガイアナ                 | 280,297     | +11,720          |
| エチオピア               | 278,083     | +28,092          |
| タイ                     | 269,381     | +13,245          |
| ニカラグア               | 262,077     | −743             |
| バングラデシュ           | 261,052     | +12,356          |
| イラク                   | 237,422     | +5,004           |
| 香港                     | 233,248     | −2,457           |
| トリニダード・トバゴ     | 222,568     | −11,966          |
| エジプト                 | 207,579     | +23,220          |
| ガーナ                   | 195,371     | +30,761          |
| アルゼンチン             | 194,421     | +13,900          |
| フランス                 | 191,179     | +5,404           |
| ラオス                   | 184,390     | −1,645           |
| ポルトガル               | 169,980     | −2,965           |
| ルーマニア               | 162,443     | −2,756           |
| ネパール                 | 148,634     | −4,051           |
| ケニア                   | 146,560     | +8410            |
| ミャンマー               | 140,391     | −19,884          |
| カンボジア               | 138,537     | −14,662          |
| イスラエル               | 129,926     | −13,008          |
| トルコ                   | 126,494     | +9,128           |
| ギリシャ                 | 125,699     | −5,268           |
| アイルランド             | 124,990     | +4,803           |
| レバノン                 | 121,926     | −2,921           |
| スペイン                 | 117,790     | −94              |
| アフガニスタン           | 113,669     | +13,302          |
| シリア                   | 111,766     | +7,532           |
| ボスニア・ヘルツェゴビナ | 105,569     | +3,694           |
| パナマ                   | 103,750     | −2,922           |
| ソマリア                 | 103,377     | −3,148           |
| チリ                     | 103,030     | +1,962           |
| 南アフリカ               | 99,672      | −12,048          |
| インドネシア             | 94,079      | −7,153           |
| オーストラリア           | 90,587      | −2,932           |
| アルバニア               | 90,239      | −5,939           |
| オランダ                 | 88,235      | +2,496           |
| ヨルダン                 | 87,683      | +9,285           |
| コスタリカ               | 87,383      | +4,308           |
| アルメニア               | 87,268      | −7,678           |
| リベリア                 | 85,292      | −8,599           |
| マレーシア               | 82,556      | +8,105           |
| モロッコ                 | 79,409      | −4,862           |
| ボリビア                 | 79,357      | +7,044           |
| カメルーン               | 78,008      | +21,209          |
| サウジアラビア           | 74,674      | −7,527           |
| ブルガリア               | 72,189      | +5,161           |
| ベラルーシ               | 70,969      | +3,207           |
| ウズベキスタン           | 68,512      | +10,175          |
| ハンガリー               | 67,265      | +2,523           |
| チェコスロバキア         | 64,352      | −2,363           |
| イエメン                 | 62,422      | +1,814           |
| バルバドス               | 53,376      | −2,815           |
| スーダン                 | 52,651      | +5,576           |
| スリランカ               | 52,000      | +2,884           |
| スウェーデン             | 49,742      | +6,094           |
| シエラレオネ             | 47,834      | +7,673           |
| モルドバ                 | 47,767      | +611             |
| ベリーズ                 | 47,287      | −1,587           |
| ウルグアイ               | 46,262      | −4,418           |
| エリトリア               | 45,110      | −4,024           |
| フィジー                 | 43,515      | −9,013           |
| グレナダ                 | 41,010      | +6,893           |
| クロアチア               | 38,985      | +3,023           |
| オーストリア             | 38,983      | −8,848           |
| セルビア                 | 37,435      | −768             |
| ドミニカ国               | 37,093      | +3,584           |
| カーボベルデ             | 37,073      | −9,719           |
| ベルギー                 | 35,754      | −1,143           |
| クウェート               | 35,607      | +2,403           |
| スイス                   | 34,422      | −2,437           |
| シンガポール             | 34,202      | −402             |
| リトアニア               | 33,100      | −1,901           |
| デンマーク               | 29,331      | −45              |
| バハマ                   | 29,216      | −3,291           |
| カザフスタン             | 28,290      | −1,745           |
| 北マケドニア共和国       | 25,903      | +1,233           |
| ラトビア                 | 25,339      | +2,138           |
| ノルウェー               | 25,071      | +2,047           |